# 西日本放送
西日本放送株式会社（にしにっぽんほうそう、Nishinippon Broadcasting Company, Limited）は、香川県を本拠とするラテ兼営の特定地上基幹放送事業者である。略称のRNCは、西日本放送ラジオ（Radio Nishinippon broadcasting Company）から。ホームページ等では、RNC西日本放送 と記載されている。
西日本放送の放送のうちテレビは香川・岡山両県を放送対象地域とする準広域局であるが、ラジオは香川県のみを放送対象地域とする県域局である。
ラジオについては西日本放送ラジオ、テレビについては西日本放送テレビをそれぞれ参照。

## 本社・支社所在地

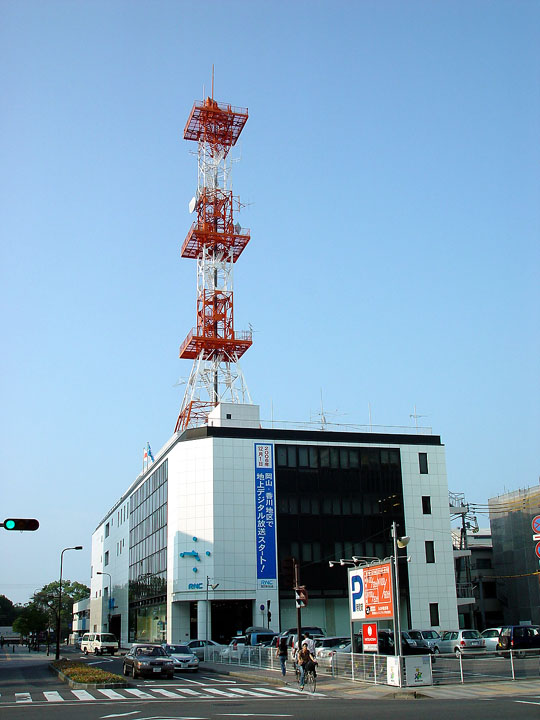
西日本放送高松本社 2006年8月4日撮影
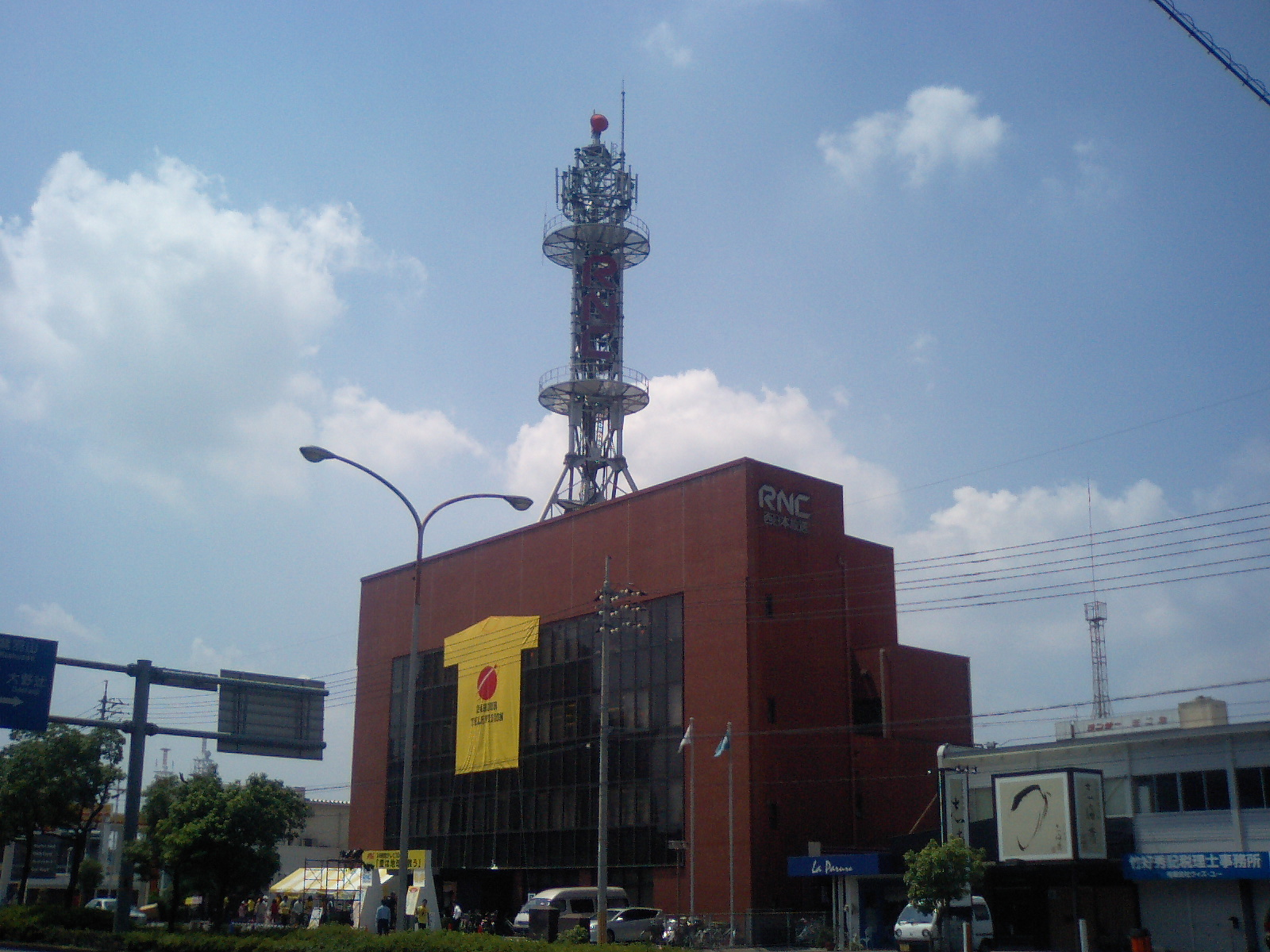
西日本放送岡山本社 2007年8月19日撮影

- 本社（通称：高松本社）
香川県高松市丸の内8番15号
- 岡山本社中国総支社（通称：岡山本社、愛称：RNC岡山）
岡山県岡山市北区野田三丁目2番5号
- 西讃支社
香川県丸亀市土器町東八丁目538番地　丸亀新聞放送会館6階
- 倉敷支社
岡山県倉敷市中央一丁目24番7号　倉敷中央マンション304号
- 東京支社
東京都中央区銀座7丁目14番13号　日土地銀座ビル5階
- 大阪支社
大阪府大阪市北区梅田1丁目1番3号　大阪駅前第3ビル11階
- 広島支社
広島県広島市中区大手町2丁目1番1号　広島商中日生ビル9階

- 西日本放送高松本社
2006年8月4日撮影
- 西日本放送岡山本社
2007年8月19日撮影

## 沿革
- 1953年（昭和28年）
  - 7月29日 - 四国新聞社や香川県内の商工会議所などの出資でラジオ四国設立。代表取締役に平井太郎が就任。
  - 10月1日 - ラジオ本放送開始[4]（全国21番目でラジオ山陽（現・RSK山陽放送）、ラジオ南海（現・南海放送）、ラジオ熊本（現・熊本放送）、ラジオ大分（現・大分放送）と同日）。
    - 本社・演奏所及び送信所は、高松市木太町字本村1297番地（現在の高松ラジオ送信所所在地）に置かれ、本社分室を高松市天神前604番地の四国新聞本社内に置いた。コールサインJOKF、周波数1060kc（kHz と同義）、出力100Wで放送開始。開局アナウンスは木村光夫元アナウンサー。
    - 同日に、四国放送（徳島県）と2社で四国放送連盟（SBS）を結成。

  - 12月25日 - 社名をラジオ香川に変更[4]。
- 1955年（昭和30年）
  - 3月1日 - 観音寺市に観音寺ラジオ送信所（コールサインJOKL、周波数1460kc、出力100W）開局。
  - 12月1日 - 代表取締役が平井太郎から平井仁之助に交代[5]。
- 1956年（昭和31年）
  - 7月31日 - 四国放送との四国放送連盟を発展的に解消。
  - 10月1日 - 社名を西日本放送に変更[4]。同時に高松局の出力を1kWに増力。
- 1958年（昭和33年）
  - 7月1日 - テレビ本放送開始（全国で8番目の開局、JOKF-TV、9ch、映像出力1kW、音声出力250W）[4]。
  - 10月1日 - 広島支社を開設[6]。
  - 11月1日 - 今治支社を開設[6]。
- 1959年（昭和34年）
  - 1月28日 - 姫路支社を開設[6]。
  - 5月21日 - 福山支社を開設[6]。
  - 10月1日 - 高松市丸の内の現在地に新本社（西日本放送会館、現在の高松本社本館）が落成。
    - この日から、木太町と天神前に分散していた本社機能が集約され、木太町から演奏所が、青峰テレビ送信所からテレビマスターが、新本社にそれぞれ移転した。旧演奏所は、ラジオ送信所機能（高松ラジオ送信所）のみとなる。
- 1960年（昭和35年）
  - 5月10日 - 岡山県内の取材拠点として、岡山支社を岡山市柳川交差点角に開設[7]。
  - 8月3日 - 青峰テレビ送信所の出力を、映像出力10kW、音声出力2.5kWに増力。
- 1962年（昭和37年）9月1日 - 名古屋支社を開設[8]。
- 1963年（昭和38年）
  - 2月11日 - 岡山支社を中国総局に改称[9]。
  - 3月17日 - 東京支社をニューギンザビルに移転[9]。
- 1964年（昭和39年）10月5日 - テレビカラー放送開始[4]。
- 1965年（昭和40年）5月3日 - ラジオ放送のネットとして、この日発足したNRNに加盟。
- 1966年（昭和41年）
  - 8月13日 - 高松まつりに協賛、盛大となる[10]。
  - 10月1日 - テレビ放送のネットとして、この日発足したNNNに加盟。
- 1967年（昭和42年）
  - この年発足した財団法人民間放送教育協会に加盟。
  - 2月9日 - 初のテレビ中継局である讃岐白鳥中継局開局（24ch、30W、現在：54ch、10W）。
- 1968年（昭和43年）5月29日 - 以降、唯一のVHF中継局となる塩江中継局開局（12ch、3W）。
- 1969年（昭和44年）
  - 10月1日 - ローカルニュースのカラー放送開始
  - 2月18日 - 西讃支社を坂出市元町三丁目の塩善ビルに開設[11]。
- 1970年（昭和45年）
  - 5月29日 - 岡山市の天満屋岡山店6階葦川（いせん）会館内に、RNC天満屋葦川会館テレビスタジオ（サテライトスタジオ）を開設。中国総局制作のローカルテレビ番組がスタート。
  - 12月31日 - 倉敷支社を開設[12]。
  - 12月31日 - 姫路支社を廃止[12]。
- 1971年（昭和46年）
  - 2月1日 - 福岡町スタジオ運用開始[12]。
  - 3月1日 - 今治支社を廃止[12]。
  - 4月1日 - 西讃支社を坂出市から丸亀市通町の丸亀酒販会館に移転[12]。
  - 4月6日 - ラジオ「オールナイトニッポン」のネット開始。
- 1978年（昭和53年）
  - 5月21日 - 平井卓志代表取締役会長が社長に就任[13]。
  - 11月23日 - ITU（国際電気通信連合）の取り決めで、ラジオの周波数が9kHzステップへ移行。
それに伴い、ラジオの高松局の周波数を1450kHz→1449kHzに、観音寺局の周波数を1110kHz→1107kHzに、それぞれ変更。
- 1979年（昭和54年）4月1日 - 岡山県と香川県のテレビ放送の相互乗り入れ（岡山・香川両県の民放相互乗り入れ放送）開始。
- 1980年（昭和55年）
  - 1月14日 - 岡山市北区野田三丁目に岡山西日本放送会館（岡山本社社屋）が落成。中国総局[注釈 1]が移転、天満屋葦川会館テレビスタジオを閉鎖。
  - 6月13日 - 四国の民放テレビ局では初めてテレビ音声多重放送開始[4]。
  - 7月12日 - 丸亀市に丸亀ラジオ送信所（周波数1107kHz、出力1kW）開局。
- 1982年（昭和57年）
  - 3月1日 - 高松本社新館が落成。新コントロールタワー（高さ84m）使用開始。
  - 9月20日 - 西讃支社が丸亀市風袋町209番地のセントラル丸亀ビル5階に新築移転[14]。
  - 10月1日 - 高松本社本館改装工事落成。
- 1983年（昭和58年）
  - 3月24日 - 岡山県に設置した最初のテレビ中継局、岡山佐山中継局開局。
  - 6月13日 - テレビ音声多重放送、実用化試験局から放送局へ免許更新（親局を含む14局）。
- 1985年（昭和60年）
  - 1月26日 - 親局移転に向けた金甲山送信所のアンテナ起工式、局舎は3月2日起工[15]。
  - 5月30日 - 西讃岐中継局開局（OHK、RSKと共同建設）。
  - 6月28日 - プラン修正による、讃岐白鳥中継局の出力が30W→10Wに変更。
- 1986年（昭和61年）
  - 3月27日 - 親局移転に伴い予想される難視聴対策局として、従来の内海中継局を出力増強し、小豆島中継局が開局。
  - 4月1日 - CI導入。それによりロゴマークを現在のものに変更。同時に社名文字も変更。それまでは、斜体後に太かったロゴを細めに変更。現在でも、旧ロゴが一部の送信所、中継局に残存している。（少数だが、ロゴ変更後に開局した中継局にも旧ロゴが残存している。）。
  - 6月30日 - 平井卓也が代表取締役専務に就任、鈴木勉代表取締役社長と平井卓志取締役会長が退任する[16]。
  - 8月20日 - テレビ親局移転視聴者対策本部事務局発足（香川・岡山）。
  - 9月13日 - 金甲山送信所の火入れ式。試験電波発射。
  - 9月17日 - テレビ送信所を青峰から金甲山へ移転[4]（コーポレイトビデオクリップの改良も同時に実施した。）。
  - 10月7日 - FPU陸上移動局開局（RNCテレビ10）。
- 1987年（昭和62年）11月28日 - 平井卓也代表取締役専務が代表取締役社長に就任、平井卓志が取締役会長に復帰する[17]。
- 1989年（平成元年）10月26日 - クリアビジョン運用開始[4]。
- 1990年（平成2年）7月9日 - ラジオ観音寺・丸亀両局の周波数を1449kHzに変更。これによってラジオ全局同一周波数で放送開始[4]。
- 1992年（平成4年）4月1日 - 主調整室（マスター）更新（東芝製）
- 1993年（平成5年）3月25日 - 大川郡白鳥町（現在の東かがわ市）に白鳥ラジオ送信所（周波数1449kHz、出力100W）開局。
- 1995年（平成7年）10月25日 - 最後のアナログテレビ中継局となる、勝田真加部中継局開局。
- 1997年（平成9年）10月 - RSKラジオでの「オールナイトニッポン」などNRN番組のネット開始に伴い、「ネットワークTODAY」などJRNネット番組が開始。またナイターも、平日はニッポン放送、土曜・日曜は文化放送から、火曜・土曜・日曜はTBSラジオ、水曜 - 金曜はニッポン放送といった、クロスネット局と同じ編成に切り替えた。
- 2004年（平成16年）4月 - ラジオでJRNネット番組である「あなたへモーニングコール」のネット開始。これにより、3:00 - 5:00に放送していた「オールナイトニッポン」が4:00で途中終了となる。
- 2005年（平成17年）
  - 4月 - ラジオのJRNネット番組である「生島ヒロシのおはよう一直線」のネット開始。
  - 11月1日 - アナログ・地上デジタル統合テレビマスター運用開始（東芝製）。
- 2006年（平成18年）
  - 10月12日 - 地上デジタル放送の試験放送を開始。
  - 12月1日 - 地上デジタルテレビ本放送開始（JOKF-DTV、リモコンキーID：4）[4]。
- 2009年（平成21年）4月1日 - ラジオにおける緊急地震速報の運用を開始（FM香川・FM岡山と同時開始）。なおRSKラジオは同年2月2日から運用開始済み。
- 2012年（平成24年）
  - 年間平均視聴率三冠王達成（集計期間：1月2日 - 12月30日）。
  - 12月24日 - ラジオにおいてラジオ・チャリティー・ミュージックソン（幹事局・ニッポン放送）に初参加。同日正午から翌25日正午まで（断続的ではあるが）生放送された。
- 2014年（平成26年）3月 - 初めて「オールナイトニッポンコンサート」をアルファあなぶきホールで主催。出演は南こうせつ、イルカ、ばんばひろふみ。
- 2015年（平成27年）3月 - 第2回「オールナイトニッポンコンサート」をアルファあなぶきホールで主催。出演は森山良子、清水ミチコ、一青窈。
- 2016年（平成28年）
  - 3月 - 第3回「オールナイトニッポンコンサート」をアルファあなぶきホールで主催。出演は小椋佳、太田裕美、イルカ。
  - 4月 - 休止していた「RNCアナウンスカレッジ」を再開。
- 2017年（平成29年）11月1日 - IPサイマルラジオ「radiko」・「radikoプレミアム」に参加[18]。
- 2020年（令和2年）2月16日 - ラジオのFM補完放送（ワイドFM）（RNC高松FM、周波数90.3MHz、出力1kW）開始[19][注釈 2]。
- 2021年（令和3年）9月13日 - テレビ放送、「NNS標準営放システム」サービス提供開始[20]。
- 2022年（令和4年）9月15日 - 『街の小さな文学賞 特別版 ～ラジオストーリーコンテスト～』で2022年日本民間放送連盟賞ラジオエンターテイメント部門最優秀賞を受賞[21][22]。同時に同賞ラジオ番組グランプリ候補作品となる。

### 開局前夜と四国放送連盟結成
周辺の民間放送ラジオでは、1951年（昭和26年）に新日本放送、朝日放送、京都放送、神戸放送が順次開局し、香川県でも大部分にその電波が入るようになり、民間放送の聴取が可能となった。一方、中国・四国地方では徳島県で四国放送（610kc）が最も早い1952年（昭和27年）7月1日に開局し、香川県内では初めて大都市圏以外の同じ四国からのローカル放送に接する環境ができた。
そのため四国放送では開局同年の12月1日に早くも高松支社を開設し、香川県内において商社の代理店や特約店を通じて当時まだ馴染みの薄かった民間放送の啓蒙を図り、多くのスポンサー・聴取者を獲得していった。それほど四国唯一の民間放送の人気は高く、開局一周年の記念式典は本社のある徳島市の他、唯一高松市でも盛大に開催している。それでも四国放送の610kcは外国波によるビートによって音質が悪く、依然としてNHKや関西圏の民放を聴取する割合も多かったが、1953年（昭和28年）8月1日に720kcに変更されると音質が著しく向上し、聴取率はNHKを凌ぐようになった。そのような四国放送では、高松支社を開設したのと同時に高松中継局を申請し、結果的にラジオ四国（ラジオ香川→西日本放送）の開局に取って代わったが、その構想はラジオ四国開局から3年間結成されていた四国放送連盟に現れている。編成および営業を一本化したこの連盟は極めて効率的であり、特にラジオ四国開局と同時に発生したなべ底不況においては、デフレが襲う広告業界の沈滞で各地方局の経営に深刻な影響を及ぼしたが、ラジオ香川（開局直後にラジオ四国から改称）の場合、開局経費の負担も著しい第一期決算にあっても300万円程度の赤字に留まり、第二期では100万円程度の黒字を達成するなど、設立間もない地方局営業が深刻な不況を乗り切ったという実績には多大に貢献したものの、同時にラジオ香川のほぼ全番組が徳島送出のものであり、文字通り高松中継局状態だった。

### 開局と四国放送連盟解消
先述の環境の中、香川県においても1953年（昭和28年）、初の民間放送ラジオ四国（後にラジオ香川→西日本放送に改称）が開局する。開局にあたっては四国新聞社の社長平井太郎が発起人総代となり、商工会議所、高松市長國東照太、丸亀市長三原勝英、その他県内の政財界の有力者を発起人に加え、高松市天神前の四国新聞社内に創立事務所を設置し、1953年（昭和28年）7月27日に発起人総会を施行。7月29日には株式会社ラジオ四国（資本金950万円、代表取締役・平井太郎、本社・高松市木太町字本村1297番地）を設立した。引き続き四国新聞社内を事務所としたが、翌8月1日には本社所在地の高松市木太町で社屋および送信所が起工し、8月18日に放送免許の申請書を提出すると、そこから放送開始に向けた準備は順調かつ驚異的な速さで進み、9月18日に予備免許、9月25日には社屋および送信所が竣工、9月29日には本免許を交付された。試験電波の発射を経て10月1日にラジオ本放送を開始する。同時に四国放送と四国放送連盟を結成、これ以前にも放送免許申請直後の8月21日に四国放送の「納涼大放送」を共催するなど、先述の通り密接な関係を有していた。
放送開始直前に高松市木太町に社屋が竣工しており、演奏所・送信所ともにそこに置かれたが、営業部は引き続き四国新聞社内の分室に置かれた。その当時ナショナルスポンサーの販売拠点として機能したのが、四国放送連盟の東京支社、大阪支社で、放送料金は両社単独料金の72.5%、そのタイムセールスは開局5か月で1日6時間を達成するなど好記録であった。一方、単独の営業活動においても高松市内の専門店会加盟店や個人商店といった地元ローカルスポンサーからも帯番組の販売を獲得するなど非常に好調であり、加えて四国地方を統括する公官庁が集中し支店経済都市を確立しつつあった高松市には大手商社やメーカーの拠点が集中しており、ナショナルスポンサーに対する営業面でも非常に有利に働いた。そのような地の利を背景に好調な営業成績を記録していき、開局1年に当たる1954年（昭和29年）9月までの販売率は単独28.8%、連盟東京40.7%、連盟大阪30.5%であったものが、観音寺中継局開局に伴うエリア拡大後の1955年（昭和30年）3月には単独34.6%、連盟東京41.6%、連盟大阪23.8%になり、単独販売率が急激に伸びている。
その後も単独販売率は伸びていき、1956年（昭和31年）には35.6%と既に連盟大阪24.6%を抜き、連盟東京39.8%に肩を並べている。既にラジオ香川の放送枠は連盟に充てる分によって飽和状態であり、これ以上単独販売を増やすのが難しくなってきたため、同年7月31日に連盟を解消した。これは発展的解消とされ、解消時点で契約済みであった売り上げは両社で等分している。解消と日を同じくして単独の支社を東京、大阪に設置して以降、業績はさらに伸びていき、一時はタイムセールスが全民放9位の1日平均11時間46分に達したこともあった。

### テレビ放送開始
全国で8番目、四国では初の民放テレビ放送として1958年（昭和33年）7月1日に本放送を開始した。全国的なテレビ熱の上昇に伴い、ラジオ放送開始から2年後の1955年（昭和30年）5月11日に放送免許を申請する。送信所は五色台・青峰（高松市中山町）に設置することになった。送信所設置候補地としては、他に岡山県側の金甲山も挙がったが、これは在岡局のNHK岡山、山陽放送が設置を決定したためで、当時放送対象地域こそ別だったものの、放送区域が重複する他社と送信位置を大きく変えてしまい、サービスエリアが不利になることを懸念したものである。両場所とも一長一短があり、曲折があったものの、最終的には社長平井太郎の裁断により青峰に決定した。1956年（昭和31年）11月10日から予定地の測量を開始し、翌1957年（昭和32年）10月22日に予備免許を交付され、更に翌1958年（昭和33年）2月18日に地鎮祭を執り行い起工した。当時大都市圏のテレビ送信所の立地にあっては局舎の敷地内といった市街地に置かれることが多かったため、このようなマウンテントップ方式はまだ黎明期であり、ノウハウも先例も手薄な分野であったことから、土木工事から設備搬入に至るまで相当の難工事となったが、同年6月5日には機器の調整を終え、予定通り6月15日の試験電波発出に漕ぎつけた。出力は地方局としては破格の5kW→10kWであり、送信所選定時に想定していたよりもかなり広範囲に電波が飛んでいた。そして、6月23日の本免許交付を経て、7月1日に本放送開始する。
開局当初は、本社と演奏所にテレビマスター・テレビスタジオのスペースがなく、現本社落成まで、青峰送信所内にテレビマスターと仮設スタジオを設置した。
当初、開局は1958年（昭和33年）10月頃となる予定だったが、山陽放送（RSK、当時の愛称はラジオ山陽）が同年6月にテレビジョン放送を開局することを聞き、急遽、RSKの送信機を製造した神戸工業（現在のデンソーテン）にRSKと同仕様の送信機製造を依頼し、なんとかRSKの1ヶ月遅れでの開局（香川・岡山地区では、NHK岡山テレビジョン、ラジオ山陽テレビに次いで3局目の開局）に持ち込んだという逸話が残っている。
1958年（昭和33年）の開局時点における放送対象地域は香川県のみであり、高松市中山町の五色台青峰に置かれた本局（9ch、現在の本局と同じチャンネル）を始めとして、中継局も香川県内にのみ置いていた。ただ、青峰送信所からの電波は香川県を大きく超えて瀬戸内海沿岸の平野部に広く届き、その後放送対象区域になった岡山県南部の他、広島県福山市周辺、兵庫県姫路市周辺、愛媛県東予地方もサービスエリア（受像可能な区域）としていた。そのため、それらの地域には早くから岡山支社（1960年、後に中国総局・岡山本社）、今治支社（1958年）、姫路支社（1959年）、福山支社（同年）が設けられて営業活動を行った結果、スポンサーが多く付いたことから、姫路市、福山市、今治市では公開収録やイベントの中継といった番組も多く制作・放送しており、実質的な準広域局として機能した。さらに、1963年の第30回衆議院議員総選挙では香川県の他、岡山県、広島3区（備後地区）、愛媛2区（東予地区）、兵庫4区（播磨地区）を対象に多元中継体制を敷いて開票速報を実施した他、1961年から始まった学校向け教育放送（月 -土 10:20 - 12:00）では徳島県を加えた6県で2800の小・中学校が利用していたほどであった。
それら地域では地形的に地元民放の本局が入りづらく、海を隔てた当局が良好に受信できたことが大きいが、福山中継局が1964年（昭和39年）、姫路中継局が1969年（昭和44年）に開局して視聴者が移行し、加えて学校向け教育放送も1963年（昭和38年）に岡山、1969年（昭和44年）に高松でNHK教育テレビ、同年にNETテレビ（現・テレビ朝日）系列の瀬戸内海放送が開局したことから、多くの番組がそちらに移行していった。その時点で日本テレビ系列が存在していなかった岡山県を除いて需要が無くなり、1970年（昭和45年）に姫路支社、1971年（昭和46年）に今治支社を廃止している。

### 岡山県へのテレビ放送乗り入れ
1979年（昭和54年）4月1日に、岡山県・香川県の民放テレビ放送の相互乗り入れ放送を開始した後は、香川県側の民放テレビ局も、本局の送信所を岡山県側の局と同じ金甲山へ移転させるが、同局の場合、現在の本局金甲山送信所（9ch）を「高松放送局」とし、他の放送局が高松放送局としている前田山送信所（41ch）は「前田山中継局」と呼称している（同局の旧本局送信所は廃止）。しかし同局と提携している四国新聞と、岡山県の地元紙山陽新聞のラジオ・テレビ欄の表記では、金甲山本局を「岡山」、前田山中継局を「高松」と表記している（参考リンク・冷凍こあら氏主催「全国ラ・テ欄研究会」中・四国東地区）。
前記の相互乗り入れまでの間は、TBSやフジテレビの番組も放送していた。しかし相互乗り入れ開始後も、東海テレビ（フジテレビ系列）制作の「鶴瓶の音楽に乾杯!」や「スペンサーの喫茶店」を放送していた。
- 日本テレビ社史では、RNCが一時フジテレビ系のクロスネット局になっていたと記述している（共同テレビニュースや、相当数の一般番組をネットしていたが、FNN・FNSは共に未加盟であった）。

### 地上デジタル放送開始
地上デジタル放送開始に先駆け、2004年（平成16年）頃からこの地域でもアナログ－アナログ変換が行われ始める中、放送局では放送機器のデジタル対応が進み、西日本放送でも、2005年（平成17年）11月1日に東芝製のアナログ・地上デジタル統合テレビマスターを導入した。
同月11日には、他局と共に予備免許を交付された上で試験電波を発信するなど各種調整を行うが、2006年（平成18年）8月及び9月からOHK岡山放送やKSB瀬戸内海放送が一足先に行っていた、アナログ放送とのサイマル放送での試験電波送信は行われなかった。しかし2006年（平成18年）10月12日には、このエリアの全放送局と一斉に、「映像の再生に必要な制御信号」を含めた試験電波の送信を開始し、11月22日には無線局免許を交付され、12月1日に地上デジタル放送の本放送を開始した。
番組のHD化ついては、本放送開始前10月12日の試験放送の段階で、HD制作の自社制作番組は、すべてそのままハイビジョン放送だったものの、東京・大阪からのHD制作全国ネット番組は、まだ額縁放送（ワイド画面対応ではない放送）であった。11月1日には、試験放送開始以来額縁放送だった地上デジタル放送の全国ネット番組が、一部を除きワイド画面での放送になる。なおRNC Newsリアルタイム17時台の東京発ネットは、本放送開始まで額縁放送であった。
地上デジタル放送開始時は、この地域各局の中では自社制作番組のHD化率が比較的低かった。そもそも自社制作番組が少ない上に、ニュース取材の映像は、高松本社取材映像はほぼハイビジョン映像となったものの、岡山本社取材映像は4:3SD映像のままであった。テロップも2008年（平成20年）3月までHD非対応だった。そのため、自社制作番組の冒頭にハイビジョン制作を示すテロップは表示されていなかったが、2007年（平成19年）7月からは、HD中心の「とことん!土曜〜び!!」と「フラワーズ」のほか、特別番組においてもNNS準拠の「HV　ハイビジョン番組」のテロップ表記をするようになった。
その後、2007年（平成19年）にハイビジョン中継車を導入し、このエリアの民放では、初めてキー局（NTV）との映像伝送回線もHD対応にするなど放送設備のHD対応を進め、2008年（平成20年）10月11日には、2007年（平成19年）末にHD済みの天気予報の画面を含め、スタジオサブ、カメラ等の関係ですべて4:3SDでの放送となっていた『JUST NEWS』『情報あ〜る!!』『NNNストレイトニュース（ローカル部）』や土曜・日曜の『JUST NEWS』『NNNストレイトニュース（ローカル部）』がハイビジョン制作へ移行した。
2009年（平成21年）2月には岡山本社スタジオサブがHD化され、報道取材用のHDカムコーダ（ソニー・XDCAM HD）も導入されたため、2009年（平成21年）3月2日から、岡山本社取材映像・テロップもハイビジョン映像となった。

### 社史・記念誌
西日本放送では、以下の4冊を発行している（2025年6月時点）。
- 西日本放送25年社史年表 昭和28年～53年 1979年10月発行、33ページ。
- 西日本放送35年史年表（西日本放送CD室 編） 1989年3月発行、93ページ。
- 西日本放送50年史年表 アナログ時代の半世紀（西日本放送総務局総務部 編） 2004年1月発行、216ページ。
- ヒット番組、なつかしの番組オンパレード 西日本放送テレビネット番組放送50年史（小野昤三郎 編） 2004年9月発行、19ページ。

## 資本構成
企業・団体の名称、個人の肩書は当時のもの。出典：

### 概要
四国新聞社のオーナーおよび西日本放送の創業家である「平井家」が個人大株主。

### 2021年3月31日
| 資本金       | 発行済株式総数 | 株主数 |
| ------------ | -------------- | ------ |
| 3億6,080万円 | 6,996株        | 31     |

| 株主               | 株式数 | 比率   |
| ------------------ | ------ | ------ |
| 日本テレビ放送網   | 900株  | 12.86% |
| サービスネット     | 730株  | 10.43% |
| シコクサービス     | 683株  | 09.76% |
| 四国新聞社         | 676株  | 09.66% |
| 平井宏一           | 510株  | 07.29% |
| 西日本放送サービス | 490株  | 07.00% |
| 東宝興業           | 489株  | 06.99% |
| 平田修             | 333株  | 04.76% |
| 高松酸素           | 330株  | 04.72% |
| 熊本共同           | 304株  | 04.35% |
| 百十四銀行         | 300株  | 04.29% |

## アナウンサー
※ 移籍などの出入りが多い地方局の中では珍しく、異動・移籍が少ない部類に入る。また一部元アナウンサーは、報道記者やディレクター等に転進している。ただ、当時の山口喜久一郎以降に入社した若手アナウンサーは2 - 3年で姿を消し、フリーで活躍するということが目立つようになった。これは採用されたのは本社採用ではなく、子会社ネクサスで採用され、本社に出向する形であるためである（後述の2名がそれにあたるが、ただし近年採用し退社した若手アナも実はこの部類に入っている）。ちなみに西日本放送の公式
サイトトップには契約アナウンサー募集が載せられている。
※ 一部のアナウンサーは日誌を掲載しているが、2006年（平成18年）11月のウェブサイトリニューアルに伴い、新たにブログを設置したアナウンサーも登場。日誌として掲載していたアナウンサーも2007年（平成19年）1月までにブログに移行した。
| 氏名                             | 入社年                                                                                            | 備考                                                                                              |
| 男性                             | 男性                                                                                              | 男性                                                                                              |
| -------------------------------- | ------------------------------------------------------------------------------------------------- | ------------------------------------------------------------------------------------------------- |
| 日野真                           | 1989年                                                                                            | 高松本社報道部デスク兼任                                                                          |
| 岸たけし                         | 1995年                                                                                            |                                                                                                   |
| 中桐康介                         | 2013年                                                                                            | 高松本社報道部記者兼任                                                                            |
| 池田大樹                         | 2015年                                                                                            |                                                                                                   |
| 畠山伶                           | 2022年                                                                                            |                                                                                                   |
| 吉野将司                         | 2024年                                                                                            |                                                                                                   |
| 熊木創平                         | 2025年                                                                                            | 元鹿児島讀賣テレビ                                                                                |
| 女性                             |                                                                                                   |                                                                                                   |
| 仁多田まゆみ                     | 1987年                                                                                            |                                                                                                   |
| 鴨居真理子                       | 1991年                                                                                            |                                                                                                   |
| 奥田麻衣                         | 2012年                                                                                            | 元テレビ新潟 → 四国放送                                                                           |
| 石井奏美                         | 2017年                                                                                            |                                                                                                   |
| 西崎梨乃                         | 2018年                                                                                            |                                                                                                   |
| 中條加菜                         | 2021年                                                                                            |                                                                                                   |
| 上田彩乃                         | 2024年                                                                                            |                                                                                                   |
| 難波歩由未                       | 2025年                                                                                            |                                                                                                   |
| 関連会社契約のフリーアナウンサー |                                                                                                   |                                                                                                   |
| 図子靖代                         | 一部番組では便宜上「西日本放送アナウンサー」となっている。いずれも「RNCアナウンスカレッジ」卒業生 | 一部番組では便宜上「西日本放送アナウンサー」となっている。いずれも「RNCアナウンスカレッジ」卒業生 |
| 宮宇地美穂                       | 一部番組では便宜上「西日本放送アナウンサー」となっている。いずれも「RNCアナウンスカレッジ」卒業生 | 一部番組では便宜上「西日本放送アナウンサー」となっている。いずれも「RNCアナウンスカレッジ」卒業生 |
| 杉ノ内柚樹                       | 2000年                                                                                            | ディレクター兼務。声楽家としても活動                                                              |

### 過去に在籍していたアナウンサー（退職・部署異動など）
●は故人。

#### 男性
- 赤間信義
- 揚福三郎
- 石田泰資
- 泉忠夫
- 植松おさみ（フリー）
- 采野友啓（現ラジオセンター長）
- 及川真（FM局 → フリー）
- 大藏智章（現：大蔵ともあき）（専属契約 → ロサンゼルス日本語ラジオ放送パーソナリティ → フリー → 下北ＦＭ代表取締役、慶應義塾大学大学院に在籍中）
- 大庭荘介（テレビ静岡に移籍 → フリー、主にCS放送でサッカー中継を担当）
- 大橋利章（専属契約 → フリー）
- 越智繁彬
- 亀谷哲也
- 木村光夫
- 葛谷亮（フリー）
- 黒川和彦（フリー）
- 小橋克彦
- 小林正実
- 榊原陽一郎
- 佐藤哲也（ラジオ福島 → フリー）
- 田中正之（専属契約 → フリー）
- 出野雅実（開局当時より在籍。FM香川開局時に移籍し、その後退職してフリーになったが、現在は引退）
- 永井啓二
- 中田英之助
- 西村恭博
- 野口義博
- 野並正佑
- 蓮井孝夫（香川国際ボランティアセンター事務局長）
- 林晃（1963年、茨城放送に移籍）
- 藤田崇寛（フリー、現フットメディア）
- 本田雅嗣
- 槇嶋範彦（新潟テレビ21→フリー）
- 松下孝雄
- 三好義博
- 宗国博一
- 村上昂輝（現在はサンテレビに在籍）
- 矢吹稔
- 山口喜久一郎（現在はテレビ西日本に在籍）
- 山崎達也

#### 女性
- 麻生和子
- 池田弥生
- 石井邦子
- 磯部恵美（新潟放送→フリー→東海テレビ放送）
- 植村智子（フリー）[注釈 11]
- 生形久美子（退職→NHK大阪キャスター）
- 榎本麗美（フリー、現日テレNEWS24キャスター）
- 大河内孝子
- 岡内貞子
- 片岡三佐子（現テレビ進行部 部長）
- 菅綾
- 菊池優（テレビ愛知→フリー）
- 木村稜威子
- 久保麻希（専属契約→契約終了）
- 倉岡真澄
- 熊谷富由美（退職後もラジオ番組出演中）
- 小御門千絵
- 佐々木光子
- 十河光子
- 十河玲子
- 高橋良子
- 伊達典子
- 中妻幸子
- 中村尚美
- 沼本友紀（エフエム高松パーソナリティ → 高松本社報道部記者）
- 野口恵（在籍時に香川・岡山地区地上デジタル推進大使）
- 林遥
- 春山和子
- 平木良子●（2004年死去）
- 松居美智子
- 松田愛里（フリー）
- 真鍋京子
- 溝内美智子
- 宮田玲奈（フリー）
- 荻野仁美（WOWOW→フリー）
- 堺瞳（静岡朝日テレビ→フリー）
- 森佳子
- 森下由香

## キャッチコピーとマスコットキャラクター
- ステーションキャッチコピーは「ます!ます! RNC」で、一世代前は「情報イキイキRNC」だった。また2006年（平成18年）12月の地上デジタル放送開始時から、地上デジタル放送のキャッチコピーとして「デジタ RNC」（デジタルRNCの意味）を併せて使用している。なお現役のステーションキャラクターは「ランちゃん」と2006年（平成18年）12月1日から登場した地上デジタル放送キャラクター「よんちゃん」[注釈 12]。
- 「ますますRNC!」のステーションキャッチフレーズは、自社制作番組の出演者やアナウンサー全員のバージョンの他に、キー局・日本テレビの番組の出演者や日テレ系制作の映画・劇場版アニメの出演者が言うバージョンもある。前者は、「NEWSリアルタイム」と「スッキリ!!」で確認されている（「スッキリ!!」では『ますますスッキリRNC!』と言っている）。